# Vreta naturreservat
Vreta  naturreservat är ett naturreservat i Mjölby kommun i Östergötlands län.
Området är naturskyddat sedan 2020 och är 6 hektar stort. Reservatet ligger norr om Skänninge och består av en kalkbarrskog dominerad av gran.